# Малий Діомід
Малий Діомід (інуп. Iŋaliq, англ. Little Diomede Island, рос. Остров Крузенштерна) — острів на Алясці, США. Це менший з двох островів Діоміда, розташованих посеред Берингової протоки.
Сусідній острів — Великий Діомід, знаходиться за 2,33 км на захід, Міжнародної лінії зміни дат. На відміну від Великого Діоміда, на Малому Діоміді є постійне місцеве населення. За даними перепису населення на Малому Діомді 2010 року — 110 осіб, що менше за перепис 1990 року — 178 осіб. На острові знаходиться місто Діомід. Для цілей перепису місто включено до зони перепису Ном.

## Етимологія
Острови відкриті 1728 року Вітусом Берингом в день Святого Діоміда (звідси і назва).

## Географія
За даними Бюро перепису населення Сполучених Штатів, острів має загальну площу 7,3 км². На західному березі острова розташоване містечко Діомід.
Острів Малий Діомед розташований за 25 км на захід від материка, посеред Берингової протоки. Та лише 0,6 км від Міжнародної лінії зміни дат та 3,9 км від російського острова Великий Діомід.
Найвища точка на острові Малий Діомід - 494 метри.
Острів має вертодром.

## Клімат
Середня температура влітку 4 — 10° C. Середня температура взимку -12 — -14 ° C. Щорічна кількість опадів в середньому становить 250 мм. Влітку переважає хмарне небо та туман. Вітри постійно дують з півночі, в середньому 28 км/год, пориви сягають 97–129 км/год. Берингова протока, як правило, повністю замерзає між серединою грудня і серединою червня.

## Геологія
Острів складається з граніту крейдяного періоду і кварцового монцоніту. Селище розташоване на єдиній рівній ділянці, решта території острова є гострі скелі з підйомом близько 40 ° і висотою 350-363 м. Рослинність на острові дуже мізерна.